# 18 Ursae Majoris
18 Ursae Majoris, som är stjärnans Flamsteed-beteckning, är en ensam stjärna belägen i den mellersta delen av stjärnbilden Stora björnen, som också har Bayer-beteckningen e Ursae Majoris och variabelbeteckningen DD Ursae Majoris. Den har en skenbar magnitud på ca 4,83 och är svagt synlig för blotta ögat där ljusföroreningar ej förekommer. Baserat på parallaxmätning inom Hipparcosuppdraget på ca 27,9 mas, beräknas den befinna sig på ett avstånd på ca 117 ljusår (ca 36 parsek) från solen. Den rör sig närmare solen med en heliocentrisk radialhastighet av ca –16 km/s. Stjärnan är en obunden och äldre medlem i rörelsegruppen Ursa Major.

## Egenskaper
18 Ursae Majoris är en gul till vit stjärna i huvudserien av spektralklass A6 V. Den har en massa som är ca 1,7 solmassor, en radie som är ca 2 solradier och utsänder ca 13 gånger mera energi än solen från dess fotosfär vid en effektiv temperatur på ca 7 500 K. Stjärnan roterar snabbt med en projicerad rotationshastighet på ca 158 km/s, vilket ger den en något tillplattad form med en ekvatorialradie som uppskattas vara 6 procent större än polarradien.
18 Ursae Majoris är en pulserande variabel av Delta Scuti-typ (DSCTC), som har bolometrisk magnitud +5,02 och varierar med amplitud 0,03 och en period av ungefär 0,12 dygn eller 3 timmar.